# Heil József
Heil József (Mohács, 1929. március 27. – Budapest, 2022. szeptember) magyar festőművész. Művészneve Johe, ami a kereszt és vezetékneve első két betűjének összevonásából ered. Munkásságát többnyire virágcsendéletek és tájképek festészete jellemzi.

## Életpályája
Heil József Mohácson született. Kezdetben hivatásos tisztként és katonazenészként kereste kenyerét. 1968-tól fest, többnyire virágcsendéleteket és tájképeket. Műveit aprólékos kidolgozottság és élénk színképzés jellemzi. A kilencvenes évek elején a zselici Almáskeresztúrra költözött, ahol 1994-ben a HOHE Galériát, 1996-ban az Új Galériát alapította meg. A Budapesti Műszaki Egyetem Kollégiumában, a Rózsadomb SZOT üdülőben, a Folyosó és a Vigadó Galériában, ezen kívül Gyulán és Nyíregyházán is jelentek meg kiállításai. 2017-től Rákospalotán él, 90. születésnapján a kerület polgármestere köszöntötte.

## Egyéni kiállítások
- 1974 • Budapesti Műszaki Egyetem Kollégium, Budapest
- 1986 • Rózsadomb SZOT üdülő, Budapest • Folyosó Galéria, Budapest • MEDOSZ üdülő, Budapest • Gyula
- 1989 • OTP Közművelődési Klub, Budapest • Nyíregyháza
- 1991 • Művészbarátok Egyesülete Galéria, Budapest
- 1992 • Neumann János Számítástechnikai Szakközépiskola, Budapest [Tavaszi Noémival] • Művészbarátok Egyesülete Galéria, Budapest [Osváth Miklóssal és Pomázi Annamáriával]
- 1996 • Vigadó Galéria, Budapest